# Plymouth New Finer
La New Finer (anche conosciuta come Model PB) è stata un'autovettura mid-size prodotta dalla Plymouth nel 1932.

## Storia
Lo stile, rispetto a quello della Model PA, fu confermato pur con gli aggiornamenti del caso. La potenza del motore venne aumentata grazie all'incremento del rapporto di compressione. Il prezzo fu diminuito. Per tale motivo, al modello fu dato il nome di "New Finer" (in inglese, "nuovo" e "più bello").
Il modello era dotato di un propulsore a valvole laterali e a quattro cilindri in linea da 3.214 cm³ di cilindrata che sviluppava 65 CV di potenza. La New Finer è stata l'ultima vettura Plymouth con motore a quattro cilindri fino 1971. Di New Finer ne furono prodotti, in totale, 83.910 esemplari.